# American-Football-Europameisterschaft 2010
Die American-Football-Europameisterschaft 2010 fand vom 24. bis zum 31. Juli 2010 in Deutschland statt. Ausrichtungsorte der Endrunde waren die Commerzbank-Arena in Frankfurt am Main, das Stadion Wetzlar in Wetzlar und die Brita-Arena in Wiesbaden.

## Gruppe A
Sieger des Turniers wurde Deutschland, das im Finale auf Frankreich traf.
Die teilnehmende Mannschaften an der Endrunde (Gruppe A) waren:
- Schweden (Titelverteidiger)
- Deutschland (Gastgeber)
- Finnland
- Großbritannien
- Frankreich
- Österreich (Sieger Gruppe B, 2009)

### Vorrunde

#### Division 1
| Datum         | Kickoff | Team 1      | Ergebnis                    | Team 2      | Stadion                      |
| ------------- | ------- | ----------- | --------------------------- | ----------- | ---------------------------- |
| 24. Juli 2010 | 19:30   | Deutschland | 22:20 (10:0, 3:6, 7:7, 2:7) | Österreich  | Commerzbank-Arena, Frankfurt |
| 27. Juli 2010 | 19:30   | Österreich  | 30:7 (7:0, 10:7, 7:0, 6:0)  | Finnland    | Stadion Wetzlar, Wetzlar     |
| 29. Juli 2010 | 19:30   | Finnland    | 4:23 (4:0, 0:6, 0:14, 0:3)  | Deutschland | Brita-Arena, Wiesbaden       |

|    | Team        | Sp | Punkte | TD    | Diff. |
| -- | ----------- | -- | ------ | ----- | ----- |
| 1. | Deutschland | 2  | 4:0    | 45:24 | +21   |
| 2. | Österreich  | 2  | 2:2    | 50:29 | +21   |
| 3. | Finnland    | 2  | 0:4    | 11:53 | −42   |

#### Division 2
| Datum         | Kickoff | Team 1         | Ergebnis                    | Team 2         | Stadion                  |
| ------------- | ------- | -------------- | --------------------------- | -------------- | ------------------------ |
| 25. Juli 2010 | 16:00   | Schweden       | 7:14 (0:3, 7:0, 0:11, 0:0)  | Frankreich     | Stadion Wetzlar, Wetzlar |
| 27. Juli 2010 | 16:00   | Frankreich     | 50:0 (7:0, 15:0, 7:0, 21:0) | Großbritannien | Stadion Wetzlar, Wetzlar |
| 29. Juli 2010 | 16:00   | Großbritannien | 2:14 (0:0, 2:7, 0:0, 0:7)   | Schweden       | Brita-Arena, Wiesbaden   |

|    | Team           | Sp | Punkte | TD    | Diff. |
| -- | -------------- | -- | ------ | ----- | ----- |
| 1. | Frankreich     | 2  | 4:0    | 64:7  | +57   |
| 2. | Schweden       | 2  | 2:2    | 21:16 | +5    |
| 3. | Großbritannien | 2  | 0:4    | 2:64  | −62   |

### Platzierungsspiele

#### Spiel um Platz 5
| Datum         | Kickoff | Team 1   | Ergebnis                    | Team 2         | Stadion                      |
| ------------- | ------- | -------- | --------------------------- | -------------- | ---------------------------- |
| 31. Juli 2010 | 10:00   | Finnland | 32:9 (0:0, 18:0, 0:0, 14:9) | Großbritannien | Commerzbank-Arena, Frankfurt |

#### Spiel um Platz 3
| Datum         | Kickoff | Team 1     | Ergebnis                   | Team 2   | Stadion                      |
| ------------- | ------- | ---------- | -------------------------- | -------- | ---------------------------- |
| 31. Juli 2010 | 16:00   | Österreich | 30:0 (0:0, 27:0, 0:0, 3:0) | Schweden | Commerzbank-Arena, Frankfurt |

#### Finale
|                        |                                   |  |             |                           |            |  |                   |
|                        | Frankfurt 31. Juli 2010 19:30 Uhr |  | Deutschland | \| \| 26 : 10 \| \| \| \| | Frankreich |  | Commerzbank-Arena |
| (2:0, 10:3, 14:7, 0:0) | Frankfurt 31. Juli 2010 19:30 Uhr |  | Deutschland |                           | Frankreich |  | Commerzbank-Arena |
|                        | 26 : 10                           |  |             |                           |            |  |                   |
|                        |                                   |  |             |                           |            |  |                   |

## Gruppe B
Das B-Turnier sollte im Sommer 2008 stattfinden, musste aber aufgrund der Insolvenz des italienischen Verbandes als Ausrichter auf 2009 verschoben werden. Den Zuschlag, die B-EM 2009 auszutragen, wurde am 20. November 2008 dem österreichischen Footballverband (AFBÖ) erteilt. Das Turnier fand vom 15. bis 22. August 2009 in Wolfsberg, Kärnten – dem Austragungsort der C-EM 2007 – statt. Die Lavanttal-Arena war die Spielstätte aller Begegnungen. Österreich gewann im Finale 42:0 gegen Dänemark und steigt somit in Gruppe A auf.
Teilnehmer für das Turnier waren:
- Italien
- Spanien
- Russland (nicht angetreten)
- Dänemark
- Tschechien
- Österreich

### Vorrunde

#### Division 1
| Datum           | Kickoff | Team 1     | Ergebnis                    | Team 2     | Stadion                    |
| --------------- | ------- | ---------- | --------------------------- | ---------- | -------------------------- |
| 18. August 2009 | 15:00   | Tschechien | 30:15 (6:0, 7:7, 7:0, 10:8) | Dänemark   | Wolfsberg, Lavanttal-Arena |
| 20. August 2009 | 15:00   | Dänemark   | 34:0 (3:0, 14:0, 0:0, 17:0) | Tschechien | Wolfsberg, Lavanttal-Arena |

|    | Team       | Sp | Punkte | TD    | Diff. |
| -- | ---------- | -- | ------ | ----- | ----- |
| 1. | Dänemark   | 2  | 2:2    | 49:30 | +19   |
| 2. | Tschechien | 2  | 2:2    | 30:49 | −19   |

#### Division 2
| Datum           | Kickoff | Team 1     | Ergebnis                     | Team 2     | Stadion                    |
| --------------- | ------- | ---------- | ---------------------------- | ---------- | -------------------------- |
| 16. August 2009 | 19:00   | Spanien    | 7:42 (0:21, 7:0, 0:21, 0:0)  | Italien    | Wolfsberg, Lavanttal-Arena |
| 18. August 2009 | 19:00   | Italien    | 3:34 (3:0, 0:14, 0:20, 0:0)  | Österreich | Wolfsberg, Lavanttal-Arena |
| 20. August 2009 | 19:00   | Österreich | 70:0 (14:0, 28:0, 7:0, 21:0) | Spanien    | Wolfsberg, Lavanttal-Arena |

|    | Team       | Sp | Punkte | TD    | Diff. |
| -- | ---------- | -- | ------ | ----- | ----- |
| 1. | Österreich | 2  | 4:0    | 104:3 | +101  |
| 2. | Italien    | 2  | 2:2    | 45:41 | +4    |
| 3. | Spanien    | 2  | 0:4    | 7:112 | −105  |

### Spiel um Platz 3
| Datum           | Kickoff | Team 1     | Ergebnis                     | Team 2  | Stadion                    |
| --------------- | ------- | ---------- | ---------------------------- | ------- | -------------------------- |
| 22. August 2009 | 15:00   | Tschechien | 27:17 (0:3, 13:0, 7:0, 7:14) | Italien | Wolfsberg, Lavanttal-Arena |

### Finale
| Datum           | Kickoff | Team 1   | Ergebnis                   | Team 2     | Stadion                    |
| --------------- | ------- | -------- | -------------------------- | ---------- | -------------------------- |
| 22. August 2009 | 19:00   | Dänemark | 0:42 (0:7, 0:7, 0:21, 0:7) | Österreich | Wolfsberg, Lavanttal-Arena |

## Gruppe C
Das C-Turnier fand als erstes der Series vom 12. bis 18. August 2007 in Österreich, genauer in Wolfsberg und Wien statt.  Als Turniersieger stieg Österreich in die B-Gruppe auf.
Teilnehmer für das Turnier waren:
- Österreich
- Norwegen
- Schweiz
- Serbien
- Niederlande

### Vorrundenspiele
| Datum           | Kickoff | Team 1      | Ergebnis                     | Team 2      | Stadion                                   |
| --------------- | ------- | ----------- | ---------------------------- | ----------- | ----------------------------------------- |
| 12. August 2007 | 19:00   | Österreich  | 59:3 (17:0, 0:3, 21:0, 21:0) | Serbien     | Stadion Wolfsberg, Wolfsberg (Österreich) |
| 14. August 2007 | 15:00   | Niederlande | 8:40 (0:10, 0:27, 0:3, 8:0)  | Schweiz     | Stadion Wolfsberg, Wolfsberg (Österreich) |
| 14. August 2007 | 19:00   | Serbien     | 14:6 (7:0, 7:0, 0:6, 0:0)    | Norwegen    | Stadion Wolfsberg, Wolfsberg (Österreich) |
| 16. August 2007 | 15:00   | Norwegen    | 27:0 (13:0, 0:0, 0:0, 14:0)  | Niederlande | Stadion Wolfsberg, Wolfsberg (Österreich) |
| 16. August 2007 | 19:00   | Schweiz     | 7:35 (0:14, 7:14, 0:7, 0:0)  | Österreich  | Stadion Wolfsberg, Wolfsberg (Österreich) |

### Vorrundentabelle
|    | Team        | Sp | Punkte | TD    | Diff. |
| -- | ----------- | -- | ------ | ----- | ----- |
| 1. | Österreich  | 2  | 4:0    | 94:10 | +84   |
| 2. | Norwegen    | 2  | 2:2    | 33:14 | +19   |
| 3. | Schweiz     | 2  | 2:2    | 47:43 | +4    |
| 4. | Serbien     | 2  | 2:2    | 17:65 | −48   |
| 5. | Niederlande | 2  | 0:4    | 8:67  | −59   |

|  | Finale            |
|  | Spiel um Platz 3. |

### Spiel um Platz 3.
| Datum           | Kickoff | Team 1  | Ergebnis                      | Team 2  | Stadion                                      |
| --------------- | ------- | ------- | ----------------------------- | ------- | -------------------------------------------- |
| 18. August 2007 | 13:00   | Schweiz | 32:19 (8:13, 14:0, 10:6, 0:0) | Serbien | American Football Zentrum, Wien (Österreich) |

### Finale
| Datum           | Kickoff | Team 1     | Ergebnis                    | Team 2   | Stadion                                      |
| --------------- | ------- | ---------- | --------------------------- | -------- | -------------------------------------------- |
| 18. August 2007 | 17:00   | Österreich | 41:8 (7:0, 14:0, 14:0, 6:8) | Norwegen | American Football Zentrum, Wien (Österreich) |